# Colin Latimour
Colin Latimour (Rangoon, 11 dicembre 1946 – 24 dicembre 2014) è stato un calciatore neozelandese, di ruolo difensore.

## Carriera

### Nazionale
Con la maglia della Nazionale ha vinto la Coppa delle nazioni oceaniane 1973.

## Palmarès
- Coppa d'Oceania: 1

Nuova Zelanda 1973